# Henrique Galvão
 (avril 2017).
Si vous disposez d'ouvrages ou d'articles de référence ou si vous connaissez des sites web de qualité traitant du thème abordé ici, merci de compléter l'article en donnant les références utiles à sa vérifiabilité et en les liant à la section « Notes et références ».
Henrique Carlos da Malta Galvão (Barreiro, 4 février 1895 — São Paulo, 25 juin 1970) est un officier, explorateur-naturaliste et écrivain portugais, devenu mondialement célèbre en 1961 pour avoir détourné un paquebot, le Santa Maria, dans le but d'attirer l'attention sur le régime d'Antonio Salazar et de provoquer une crise politique dans son pays.

## Biographie

### Carrière
Henrique Galvão adopte très tôt la carrière militaire. Il est un des soutiens de Sidónio Pais après son coup d'État de 1917 et est nommé administrateur de la ville de Montemor-o-Novo.
Le 28 mai 1926, il participe au coup d'État militaire et soutient l'arrivée au pouvoir d'António de Oliveira Salazar. En 1934, il devient le premier directeur de la radio publique.
Il est ensuite affecté en Afrique où il organise des actions de propagande dans les colonies portugaises. Puis il devient gouverneur de Huíla. L'Angola lui inspire alors une série de livres brillants sur la vie dans les colonies africaines, du point de vue anthropologique et zoologique.
Cependant, au début des années 1950, Henrique Galvão perd ses illusions sur le régime de Salazar et commence à conspirer avec d'autres militaires. Découvert, il est emprisonné et renvoyé de l'armée. En 1959, il profite d'une visite à l'hôpital de Santa Maria pour s'enfuir ; il se réfugie à l'ambassade d'Argentine, avant d'obtenir l'asile politique au Venezuela.
Henrique Galvão, comme Humberto Delgado, exilé au Brésil, devient une figure très populaire dans les milieux de l'opposition non affiliés au Parti communiste portugais. Le Parti Communiste considère que le Portugal n'est pas encore prêt pour la révolution, alors que Galvão estime qu'il n'y a pas de temps à perdre. Il commence à préparer une action spectaculaire - le détournement d'un paquebot rempli de passagers - à laquelle il donne le nom d' « Opération Dulcinée » (Operação Dulcineia). Il organise cette action avec Humberto Delgado.

### Le détournement
Le navire choisi est le paquebot Santa Maria, qui a pris la mer le 9 janvier 1961 pour un voyage régulier vers Miami. Le navire transporte 612 passagers, dont beaucoup de Nord-Américains, et 350 membres d'équipage. Galvão embarque clandestinement à bord du navire à Curaçao (Antilles hollandaises) ; parmi les passagers se trouvent 20 membres de son organisation, la Direction Révolutionnaire Ibérique de Libération.
L'opération commence au matin du 22 janvier par l'occupation du poste de commandement. Un des officiers de bord essaie de résister et est tué par balle. Les autres, suivant Galvão, se rendent. Le paquebot modifie sa route pour se diriger vers l'Afrique, précisément vers l'île espagnole Fernando Pó, dans le golfe de Guinée. De là, il prévoit d'attaquer Luanda, point de départ pour un renversement des gouvernements de Lisbonne et de Madrid: ce plan mégalomane digne de ce Don Quichotte moderne, bien que voué à l'échec, est surtout destiné à l'attention internationale sur la dictature salazariste.
Les choses commencent à se compliquer lorsque le navire est aperçu par un cargo danois qui donne l'alerte aux garde-côtes américains. L'arrivée de navires de guerre étant certaine, Henrique Galvão décide de mettre le cap vers Recife, de se rendre aux autorités brésiliennes et de demander l'asile politique qui lui est accordé.
Henrique Galvão meurt quelques années plus tard de la maladie d'Alzheimer.

## Source
- (pt) Cet article est partiellement ou en totalité issu de l’article de Wikipédia en portugais intitulé « Henrique Galvão » (voir la liste des auteurs).